# 촉군
촉군(蜀郡)은 옛 중국 군현제상의 군으로, 지금의 청두시를 중심으로 한 지역을 관할했다.

## 진
원래는 고촉 왕국이 있던 곳으로, 진나라의 혜왕이 사마조 등을 보내 고촉 왕국을 병합하였으며, 주 난왕 원년(기원전 314년)에 공자 통(通)을 촉후로 봉하고 진장(陳壯)을 촉후의 재상[相]으로 삼으면서 파군과 촉군을 처음 세웠다. 첫 군수는 장약(張若)이 임명되었다. 군의 치소는 성도로, 주 난왕 5년(기원전 309년)에 장의와 장약이 고촉의 서울이었던 성도에 성을 쌓았다. 주나라가 망한 후, 진 효문왕이 이빙을 군수로 삼으면서 촉군은 매우 발전했다.

## 한
진나라가 망한 후, 항우의 제후왕 분봉에서 촉군은 파군 · 한중군과 함께 한왕 유방의 봉국에 속했다. 한왕 유방이 중국을 통일하고 전한의 첫 황제가 되면서, 고제 6년(기원전 201년)에 촉군과 파군의 영역을 분할하여 광한군을 설치해 촉군의 영역은 줄어들었다.
무제가 자사를 설치하면서 익주자사부에 속했다.
원광 4년(기원전 131년)에 촉군에 동 · 서 · 남 · 북 4부 도위를 설치했다.
원정 6년(기원전 111년), 한 무제의 서남방 정벌의 결과로 촉군 남부를 광한군 서부와 함께 나누어 월수군을 설치했다. 또 촉군의 서쪽에 있는 공도(邛都)를 침려군으로, 북쪽에 있는 염(冉) · 방(駹)의 영역을 문산군으로 두었는데, 천한 4년(기원전 97년)에 침려군을 폐하고 촉군의 양부도위로 편입시켰다. 선제 지절 3년(기원전 67년)에 문산군을 폐하고 북부도위에 속하게 해 촉군의 영역이 더 넓어졌다.
원시 2년(2년)의 인구조사에 따르면 268,279호, 1,245,929명을 관할했다. 아래의 속현 목록은 한서 지리지를 따른 것으로, 원연·수화 연간(기원전 8년 무렵)의 현황으로 여겨지며, 총 15현(9현 6도)이다.
| 이름   | 한자   | 대략적 위치                        | 비고 |
| ------ | ------ | ---------------------------------- | --- |
| 성도현 | 成都縣 | 청두시                             | 군의 치소가 있었다. 76,256호가 있었다. 공관(工官)이 있었다. |
| 비현   | 郫縣   | 청두시 피현                        | 서쪽에 강타(江沱)가 있어 동으로 대강(大江)에 들어간다. |
| 번현   | 繁縣   | 청두시 펑저우시                    | |
| 광도현 | 廣都縣 | 청두시 솽류구 남동                 | |
| 임공현 | 臨邛縣 | 청두시 충라이시                    | 복천수{僕千水, 지금의 난허(중국어: 南河)}가 무양(武陽)에 이르러 강수로 들어가니, 두 군(촉군·건위군)을 지나 (오)백 십리를 간다. 철관과 염관이 있다.                                      |
| 청의도 | 靑衣道 | 야안시 밍산구 북                   | 《우공》의 몽산계(蒙山溪)다. 대도수{大渡水, 지금의 칭이 강(중국어: 青衣江)}가 남동으로 남안(南安)에 이르러 재수(渽水)로 들어간다.                                                       |
| 강원현 | 江原縣 | 청두시 충저우시 동                 | 수수(𨞪水)가 강수에서 갈려나와 남으로 무양에 이르러 강수로 들어간다. |
| 엄도   | 嚴道   | 야안시 잉징현                      | 공래산(邛來山)이 있어 공수{邛水, 지금의 잉징 하(중국어: 荥经河)}가 나와 동으로 청의강에 들어간다. 목관(木官)이 있다.                                                                    |
| 면사도 | 緜虒道 | 아바티베트족창족자치주 원촨현 남서 | 옥루산(玉壘山)이 있어 전수(湔水)가 나와 남동으로 강양(江陽)에 이르러 강수로 들어가니, 세 군(촉군·건위군·광한군)을 지나 1890리를 간다.                                                   |
| 모우도 | 旄牛道 | 야안시 한위안현 남쪽 일대?         | 선수(鮮水)가 요외에서 나와 남으로 약수(若水)로 들어간다. 약수도 요외에서 나와 남으로 대작(大莋, 월수군의 속현)에 이르러 승수(繩水)로 들어가니, 두 군(촉군·건위군)을 지나 1600리를 간다. |
| 사현   | 徙縣   | 야안시 톈취안현 동                 | |
| 전저도 | 湔氐道 | 아바티베트족창족자치주 쑹판현 북   | |
| 문강도 | 汶江道 | 아바티베트족창족자치주 마오현 북   | |
| 광유현 | 廣柔縣 | 아바티베트족창족자치주 원촨현 북   | |
| 잠릉현 | 蠶陵縣 | 아바티베트족창족자치주 마오현 북   | |

## 신
왕망은 촉군의 이름을 고쳐 도강(導江)이라 했으며, 다음 현의 이름을 고쳤다.
| 전한       | 신             |
| ---------- | -------------- |
| 광도(廣都) | 취도정(就都亭) |
| 임공(臨邛) | 감공(監邛)     |
| 강원(江原) | 공원(邛原)     |
| 엄도(嚴道) | 엄치(嚴治)     |
| 잠릉(蠶陵) | 보창(步昌)     |

## 후한
11성, 300452호, 1350476명을 관할했다.
| 이름       | 종류 | 비고                |
| ---------- | ---- | ------------------- |
| 성도(成都) | 현   | 군의 치소가 있었다. |
| 강원(江原) | 현   |                     |
| 비(郫)     | 현   |                     |
| 번(繁)     | 현   |                     |
| 광도(廣都) | 현   |                     |
| 임공(臨邛) | 현   |                     |
| 전저(湔氐) | 도   |                     |
| 문강(汶江) | 도   |                     |
| 팔릉(八陵) | 현   |                     |
| 광유(廣柔) | 현   |                     |
| 면사(緜虒) | 도   |                     |

또 연광 원년(기원전 122년)에 서부도위가 관할하던 지역을 촉군속국으로 따로 떼었다. 속국도위는 111568호, 475629명을 관할했다.
| 이름       | 종류 | 비고           |
| ---------- | ---- | -------------- |
| 한가(漢嘉) | 현   | 청의현을 개명. |
| 엄(嚴)     | 도   |                |
| 사(徙)     | 현   |                |
| 모우(旄牛) | 현   |                |

영제 시기에 북부도위가 관할하던 문강 · 잠릉 · 광유 세 현을 떼어 문산군을 세웠다. 또 《화양국지》에서는 영제 시기에 촉군속국을 한가군으로 독립시켰다고 한다. 그러나 한가군은 대략 중평 5년(188년) 즈음에 다시 촉군에 병합되었다.

## 삼국
촉한 소열제의 장무 원년(221년), 촉군속국은 다시 한가군으로 독립했다. 촉군의 영역은 더 줄어들었다. 펑저우 시 동쪽에 있던 번현은 247년(연희 10년)에 펑저우 시 서남쪽으로 치소가 옮겨졌다.

## 서진
6현, 5만 호를 관할했다.
| 이름       | 종류 | 비고                |
| ---------- | ---- | ------------------- |
| 성도(成都) | 현   | 군의 치소가 있었다. |
| 광도(廣都) | 현   |                     |
| 번(繁)     | 현   |                     |
| 강원(江原) | 현   |                     |
| 임공(臨邛) | 현   |                     |
| 비(郫)     | 현   |                     |

## 동진 · 성한
이웅이 촉군의 일부를 나누어 한원군(漢原郡)을 설치해, 촉군의 영역은 더 줄어들었다.
동진 목제는 건위군의 속현인 우비(牛鞞)현을 촉군으로 옮겼다.

## 송
효건 2년(455년), 교호(僑戶)들로 영창령(永昌令)을 두었다. 따라서 송대의 촉군은 다음 5현, 11902호, 60876명을 관할했다.
| 이름       | 종류 | 비고                |
| ---------- | ---- | ------------------- |
| 성도(成都) | 현   | 군의 치소가 있었다. |
| 비(郫)     | 현   |                     |
| 번현(繁縣) | 현   |                     |
| 비현(鞞縣) | 현   |                     |
| 영창(永昌) | 현   |                     |

## 역대 장관
- 장약
- 이빙
- 문옹 (경제 말기)
- 공손술 (? ~ 25)[7]